# 917
سنة 917م بالرومانية (CMXVII)، ابتدأت سنة 917 يوم الأربعاء. حسب التقويم الرومي أو اليولياني.

## أحداث
- وقعت معركة أشلوس ( Battle of Achelous) في غشت من سنة 917م.

## من وفيات 917
- عمر بن حفصون
- الحسن بن علي الأطروش